# Altarglocke

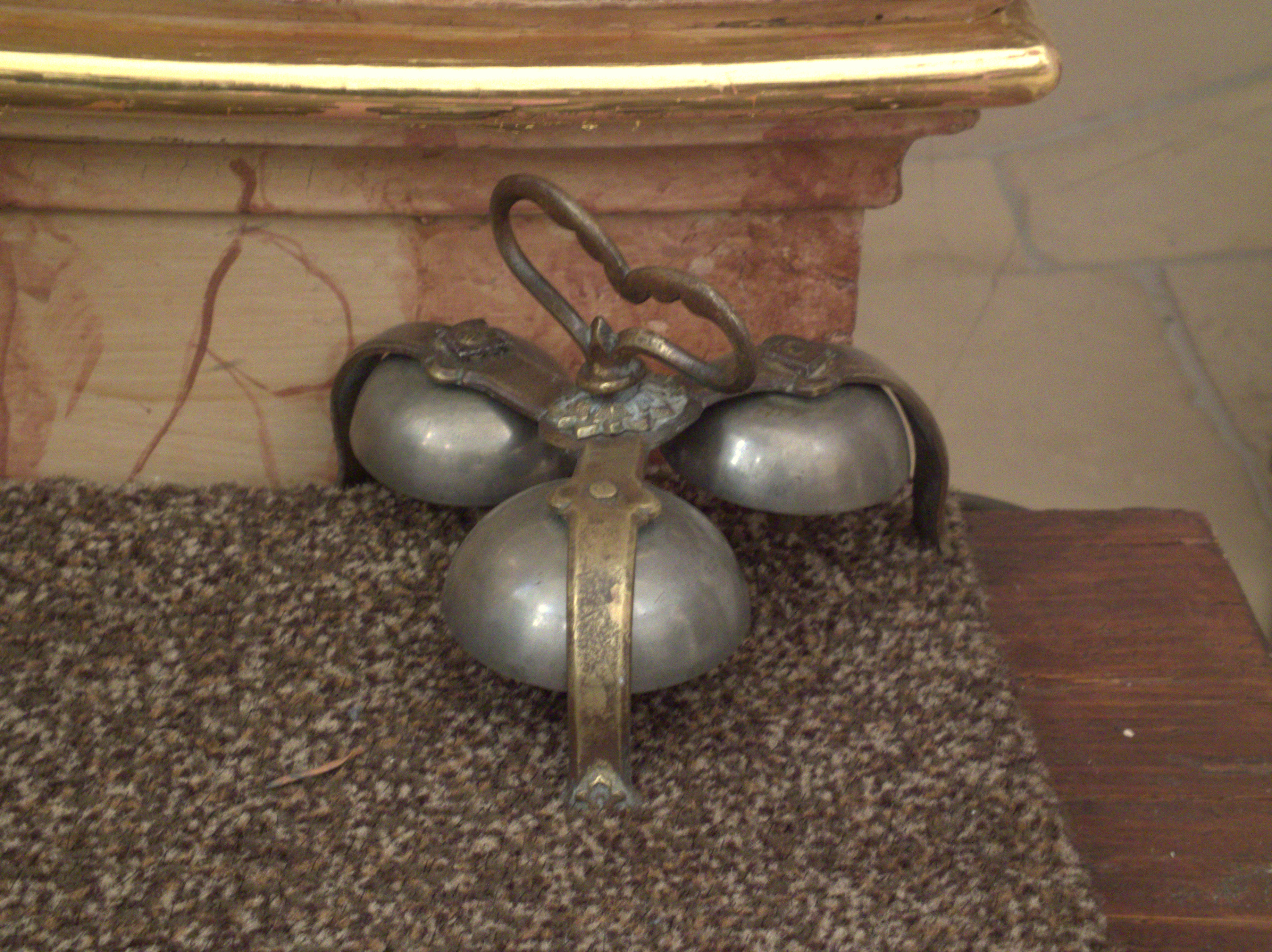
Dreiteilige Altarglocke

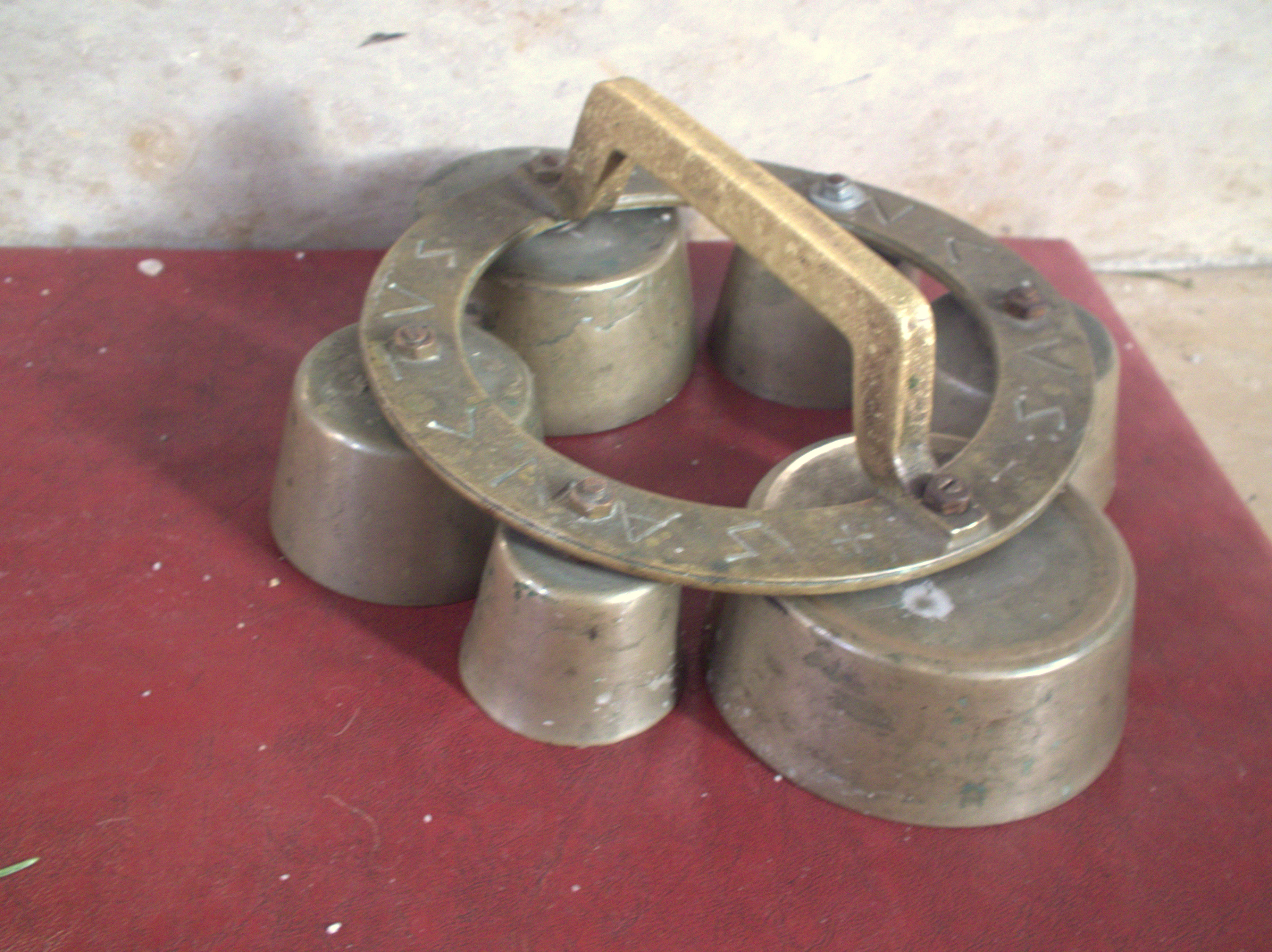
Sechsteilige Altarglocke

Eine Altarglocke (auch Altarschelle, Messschelle, „Messglöckchen“, „Ministrantenschelle“, „Sanktusglocke“, „Zymbel“, lateinisch tintinnabulum oder campanula, französisch clochette, englisch altar bell oder Sanctus bell) ist eine kleine liturgische Handglocke oder ein Glockensatz, der meist von Messdienern durch Schwenken oder Drehen an bestimmten Stellen während der Messfeier (vor den Wandlungsworten und zur Elevation) oder bei anderen Gottesdiensten (etwa beim sakramentalen Segen) eingesetzt wird, um besondere Augenblicke auch akustisch zu betonen und so die Aufmerksamkeit der Gläubigen auf das Geschehen zu lenken. Fallweise wird alternativ stattdessen die Sakristeiglocke eingesetzt. In manchen Regionen kommen in der Karwoche anstelle der Altarglocken Ratschen oder Holzklappern zum Einsatz.

## Beschreibung und Geschichte
Silbernes Messglöckchen

Link zum Bild

Das älteste bekannte Messglöckchen nördlich der Alpen stammt aus dem 9. bis 10. Jahrhundert, ist aus Silber gefertigt und mit den vier Evangelistensymbolen versehen. Es wurde bei Güttingen im Bodensee bei Grabungen entdeckt und befindet sich heute im Museum für Archäologie Thurgau.
Vermutlich von Nürnberg ausgehend haben sich im späten Mittelalter Schellenbäume entwickelt. Ein außerordentliches Exemplar aus den 16. Jahrhundert mit Füßen in Gestalt der vier Evangelistensymbole, geschwungenem Griff, drei größeren und acht kleineren Glöckchen befindet sich heute im Schnütgen-Museum.
Im 17. Jahrhundert gab es Altarglöckchen aus kleinem Kugelschellen mit kreis- und tropfenförmigem Ausschnitt. Die aus mehreren Glöckchen zusammengesetzten Handglocken nannte man auch „Cymbalum“ („Zimbel“ oder „Klinsel“).
Erst im Barock entstanden die heute noch bekannten Altarglocken, die meist aus vier (es können jedoch auch zwei, drei, fünf oder sechs sein) kleinen Glöckchen und einer kreuz- oder ringförmigen Halterung mit gemeinsamem Handgriff bestehen. In seltenen Fällen wurde der Handgriff durch ein Kreuz ersetzt oder waren die (drei) Glöckchen nochmals von einem gemeinsamen Klangkörper ummantelt. Die Glöckchen einer Altarglocke können unterschiedlich oder gleich groß sein; das Zusammenspiel unterschiedlicher Glöckchen ergibt ein breiteres bzw. volleres Klangspektrum.

## Symbolik

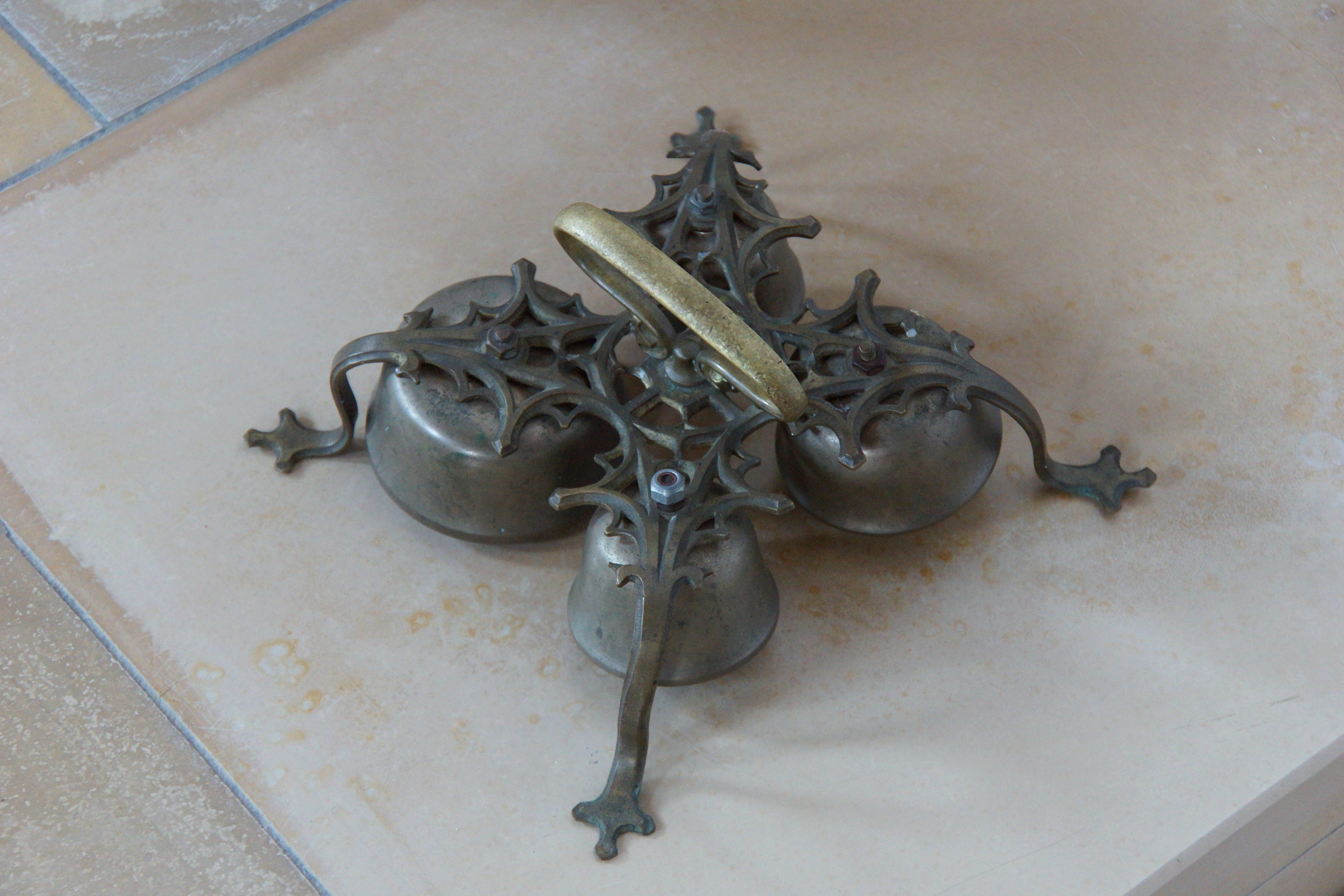
Vierteilige Altarglocke

Die vierteiligen Altarglocken verweisen durch ihre Kreuzform auf das Erlösungswerk Christi, dreiteilige hingegen nehmen Bezug auf die Dreifaltigkeit Gottes (Trinität).

## Glaubensrichtungen
Altarglocken entstanden im Bereich der römisch-katholischen Kirche; sie kommen jedoch regional auch während der lutherischen und der anglikanischen Messfeier zum Einsatz. In den orthodoxen Kirchen sind sie nicht bekannt.